# Classe S (sommergibile Stati Uniti d'America)
La classe Sugar, o classe S, era formata da sommergibili americani costruiti immediatamente dopo la prima guerra mondiale, che  furono usati con profitto nella seconda: il 10 agosto 1942, nelle ore immediatamente successive alla battaglia di Savo, l'unità USS S-44 (SS-155) sorprese e affondò con tre siluri l'incrociatore pesante giapponese Kako . Si trattava, fino a quel momento, del maggiore successo di un sommergibile della marina statunitense.